# Moord op de Latijnen in Constantinopel

Latijnse kwartieren in Constantinopel

De Moord op de Latijnen in Constantinopel vond plaats in april 1182, waarbij duizenden westerlingen werden afgeslacht of werden verbannen of verkocht als slaaf.

## Achtergrond
De splitsing tussen Latijns- en Griekssprekenden dateert van sinds het Romeinse Rijk: Latijn werd gesproken in West-Europa (onder andere door de Franken), Grieks was de rijkstaal van het Byzantijnse Rijk. Daarenboven had je de rivaliteit tussen de paus en de patriarch van Constantinopel, die had geleid tot het Oosters Schisma van 1054.
Sinds eeuwen had de Republiek Venetië een geprivilegieerde band met het Byzantijnse Rijk en hadden ze vaste grond in Constantinopel. Keizer Manuel I Komnenos (1143-1180), die de luister van het Byzantijnse Rijk wilde oppoetsen, begreep dat hij daarvoor de hulp van het westen goed kon gebruiken. Een van de maatregelen die hij trof was het toelaten van de andere Italiaanse maritieme republieken in de hoofdstad. Dit leidde tot spanningen tussen de verschillende partijen, met regelmatig bloedige schermutselingen tot gevolg. Het aantal westerlingen in Constantinopel in 1180 werd geschat op ongeveer 60.000.

## Bloedbad
Na de dood van keizer Manuel I in 1180, werd zijn tweede vrouw Maria van Antiochië regentes voor hun zoon, de elfjarige Alexios II Komnenos. Maria Komnene, dochter van Manuel I bij zijn eerste vrouw, startte een lastercampagne en Maria van Antiochië werd zo het symbool van de haat van de Grieken tegen de Latijnen en hun bevoorrechte positie.
Andronikos I Komnenos, een neef van Manuel, werd door de Byzantijnse adel aangespoord om in te grijpen. In 1182 werden de poorten voor hem opgezet en onmiddellijk viel de bevolking de westerlingen aan. Veel Latijnen hadden op de gebeurtenissen geanticipeerd en waren over zee ontsnapt. Het bloedbad dat daarop volgde, was willekeurig: vrouwen noch kinderen werden gespaard en Latijnse patiënten die in ziekenhuisbedden lagen, werden vermoord. Huizen, kerken en liefdadigheidsinstellingen werden geplunderd. Men had het speciaal gemunt op Latijnse geestelijken, en de pauselijke legaat werd onthoofd en zijn hoofd werd door de straten gesleept aan de staart van een hond. 
Hoewel Andronikos zelf geen specifieke anti-Latijnse houding had, liet hij het bloedbad ongecontroleerd doorgaan. De Latijnse kwartieren werden met de grond gelijkgemaakt, de ongeveer 4.000 overlevenden werden als slaven verkocht aan het Turkse sultanaat Rum.

## Gevolgen
Eenmaal op de troon liet Andronikos de twee Maria's en Alexios II Komnenos uit de weg ruimen. Byzantium had nu alle krediet bij het westen verloren en werd langs alle kanten aangevallen. De meest pijnlijke waren de Plundering van Thessalonica in 1185 door Willem II van Sicilië en het beleg en val van Constantinopel (1204) door de kruisvaarders.